# Сентер Лајн (Мичиген)
Сентер Лајн (енгл. Center Line) град је у америчкој савезној држави Мичиген. По попису становништва из 2010. у њему је живело 8.257 становника.

## Демографија
Према попису становништва из 2010. у граду је живело 8.257 становника, што је -274 (-3.2%) становника више него 2000. године.
| Група             | 2000.         | 2010.         |
| Белци             | 7.914 (92,8%) | 6.710 (81,3%) |
| Афроамериканци    | 264 (3,1%)    | 992 (12,0%)   |
| Азијати           | 86 (1,0%)     | 205 (2,5%)    |
| Хиспаноамериканци | 129 (1,5%)    | 140 (1,7%)    |
| Укупно            | 8.531         | 8.257         |